# 仕分け機
仕分け機（しわけき）またはソーター（英語：Sorter）とは郵便物や小包等を行先や種類毎に仕分ける機械。

## 概要
光学文字認識やバーコードにより宛先を読み取り、コンベア上の手紙や小包を順次仕分ける。
物流の自動化において要になる装置で省力化に貢献する。近年は図書館などでも使用される。行先毎の仕分けまでは自動化されているもの、荷物の積み下ろしまでは自動化されておらず、人手を要する。

## 用途
- 郵便
- 宅配
- 空港
- 製造業
- 図書館

## 種類
- クロスベルトソーター